# Dobrodan
Dobrodan (bułg. Добродан) – wieś w północnej Bułgarii, w obwodzie Łowecz, w gminie Trojan.